# Tim McCord
Timothy "Tim" McCord, född 28 juni 1979 i Sacramento, Kalifornien, är en amerikansk musiker; basist i metalbandet Evanescence sedan augusti 2006. Han spelade tidigare gitarr i bandet The Revolution Smile mellan åren 2000 och 2004.